# フィエロッツォ
フィエロッツォ（イタリア語: Fierozzo、モケーニ語: Vlarötz）は、イタリア共和国トレンティーノ＝アルト・アディジェ州トレント自治県にある、人口約500人の基礎自治体（コムーネ）。
ドイツ語系の少数言語であるモケーニ語話者が多数を占めるコムーネのひとつである。

## 地理

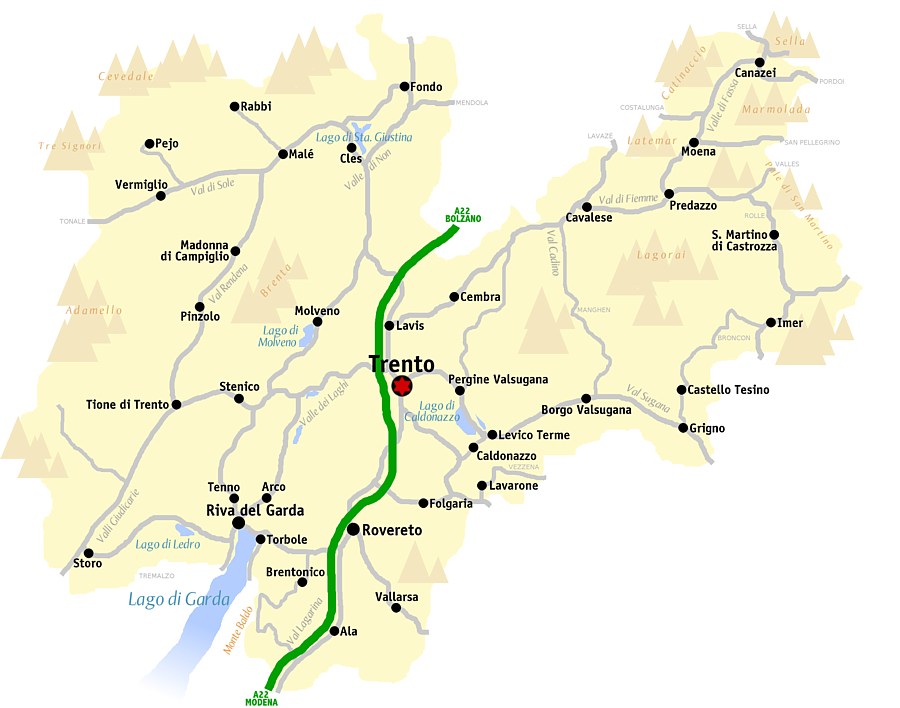
トレント県概略図

### 位置・広がり
トレント自治県南東部に位置するコムーネ。ペルジーネ・ヴァルスガーナから北東へ8km、県都トレントから東北東へ16kmの距離にある。

#### 隣接コムーネ
隣接するコムーネは以下の通り。
| - フラッシロンゴ - パルー・デル・フェルシーナ - ロンチェーニョ・テルメ - サントルソラ・テルメ - トルチェーニョ |

## 行政

### Comunita di valle
トレント自治県が設置した広域行政組織 Comunita di valle "Comunita Alta Valsugana e Bersntol" （事務所所在地: ペルジーネ・ヴァルスガーナ）に属する。

## 文化

### 言語
| 少数言語話者の割合（2011年） | 少数言語話者の割合（2011年） | 少数言語話者の割合（2011年） | 少数言語話者の割合（2011年） | 少数言語話者の割合（2011年） |
| ---------------------------- | ---------------------------- | ---------------------------- | ---------------------------- | ---------------------------- |
|                              |                              |                              |                              |                              |
| ラディン語                   | ラディン語                   |                              | 0.0%                         | 0.0%                         |
| モケーニ語                   | モケーニ語                   |                              | 91.9%                        | 91.9%                        |
| チンブロ語                   | チンブロ語                   |                              | 0.0%                         | 0.0%                         |

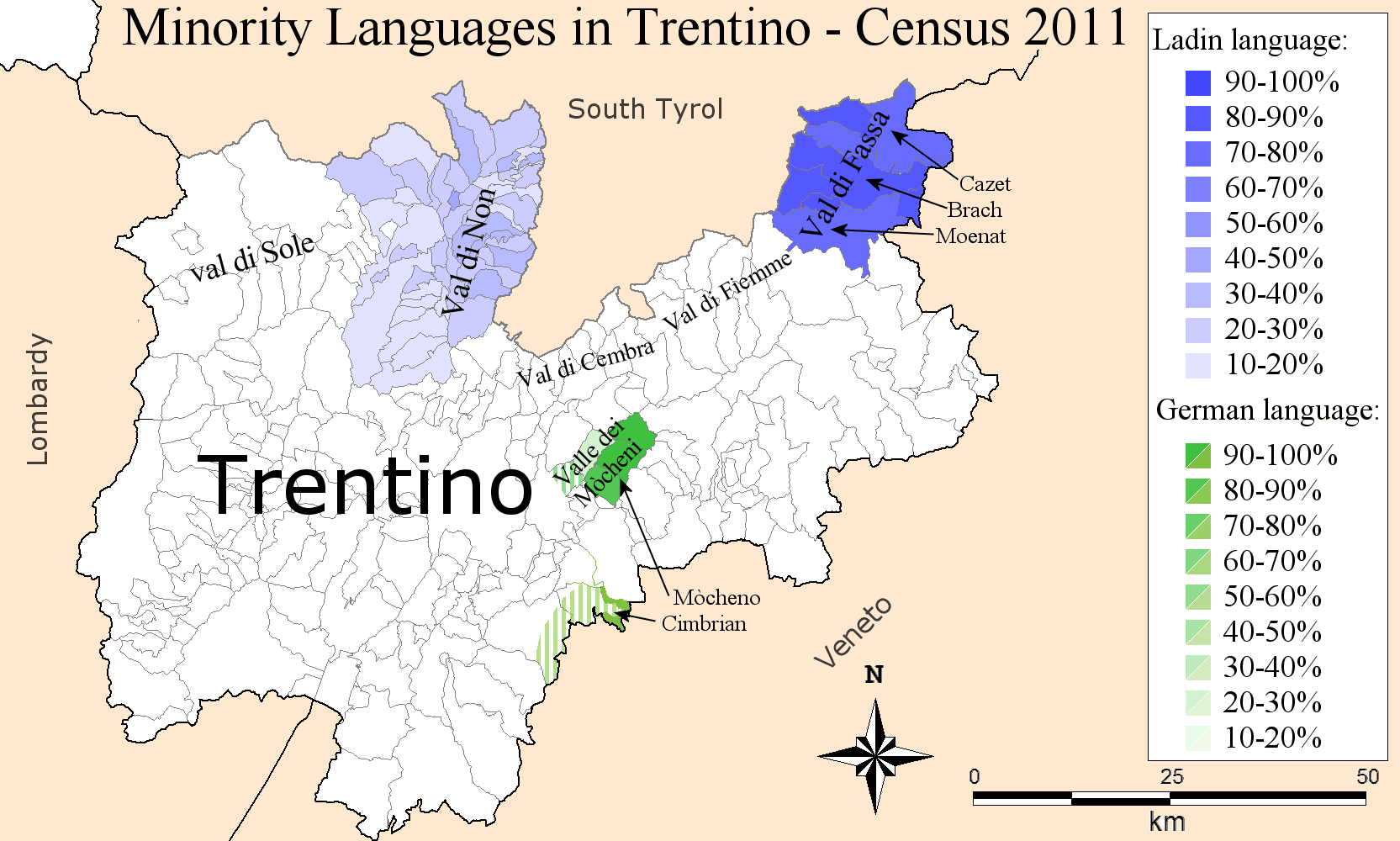
トレント自治県におけるモケーニ語の分布（中央部の緑）

フィエロッツォは、パルー・デル・フェルシーナ、フラッシロンゴとともに、モケーニ語母語話者が多数を占めるコムーネである。
2011年10月9日に行われた国勢調査によれば、住民481人中442人（91.9%）がモケーニ語話者である。話者数においては最多、人口比率においてはパルー・デル・フェルシーナに次いで第2位のコムーネである。